# Phạm Minh Chính
Phạm Minh Chính (sinh ngày 10 tháng 12 năm 1958) là một chính trị gia người Việt Nam. Ông hiện là Thủ tướng Chính phủ nước Cộng hòa xã hội chủ nghĩa Việt Nam, Phó Chủ tịch Hội đồng quốc phòng và an ninh Việt Nam, Bí thư Đảng bộ Chính phủ, Ủy viên Bộ Chính trị Ban Chấp hành Trung ương Đảng Cộng sản Việt Nam khóa XIII, Trưởng Ban Chỉ đạo Quốc gia phòng chống dịch COVID-19, Đại biểu Quốc hội Việt Nam khóa XV thuộc Đoàn đại biểu Quốc hội thành phố Cần Thơ. Ông là Ủy viên Bộ Chính trị khóa XII, nguyên là Trưởng ban Tổ chức Trung ương, Bí thư Trung ương Đảng khóa XII, Trưởng Tiểu ban Bảo vệ Chính trị Nội bộ Trung ương Đảng Cộng sản Việt Nam, Phó Trưởng Ban Tổ chức Trung ương; Bí thư Tỉnh ủy Quảng Ninh; Thứ trưởng Bộ Công an, Tổng cục trưởng Tổng cục Hậu cần – Kĩ thuật, Bộ Công an; Phó Tổng cục trưởng Tổng cục Tình báo.
Ông Chính hiện là Đảng viên Đảng Cộng sản Việt Nam, học hàm Phó Giáo sư, học vị Kĩ sư xây dựng, Tiến sỹ Luật, Cao cấp lí luận chính trị, cấp hàm Trung tướng Công an nhân dân Việt Nam. Ông là Ủy viên Ban Chấp hành Trung ương Đảng Cộng sản Việt Nam từ năm 2011, khóa XI, XII, XIII. Trong sự nghiệp của mình, ông đã trải qua nhiều vị trí công tác, xuyên suốt các lĩnh vực hoạt động từ Ngoại giao Xã hội chủ nghĩa, công an nhân dân, giáo dục luật học, tham gia phương diện chính trị địa phương cho đến trung ương trước khi trở thành người đứng đầu Chính phủ Việt Nam của khóa mới.
Ngày 5 tháng 4 năm 2021, Phạm Minh Chính trở thành Thủ tướng Chính phủ thứ 9 của Việt Nam. Năm đầu tiên của Chính phủ ông Chính bị phủ bóng bởi Đại dịch COVID-19 do vụ lây lan dịch bệnh của một tổ chức truyền giáo từ tháng 4 năm 2021. Ông được mệnh danh là "Tổng tư lệnh" chống dịch bên cạnh người tiền nhiệm của ông Nguyễn Xuân Phúc. Toàn bộ hoạt động đều chuyển sang hình thức trực tuyến. Ông đã trực tiếp giám sát công cuộc phòng dịch của từng tỉnh thành. Nhờ chiến lược tiêm chủng toàn quốc nên chỉ sau chưa đầy một năm, Việt Nam đã chính thức mở cửa lại nền kinh tế. Sau Đại dịch, ông Chính đã đưa nền kinh tế phát triển trở lại. Đến năm 2024, Việt Nam là nền kinh tế đứng thứ 35 thế giới với GDP danh nghĩa đạt 433 tỉ Đô la Mĩ. Trên lĩnh vực ngoại giao, ông đã thiết lập mối quan hệ thân thiết với nhiều quốc gia. Đặc biệt, trong chuyến công du đến Úc vào tháng 3 năm 2024, Việt Nam và Úc đã nâng cấp quan hệ ngoại giao lên Đối tác chiến lược toàn diện.

## Xuất thân và giáo dục
Phạm Minh Chính sinh ngày 10 tháng 12 năm 1958 tại xóm Hoa Trường, xã Hoa Lộc, huyện Hậu Lộc, tỉnh Thanh Hóa, trong một gia đình có tám anh chị em. Cha ông là cán bộ công chức địa phương, mẹ làm ruộng. Năm 1963, ông theo gia đình về xây dựng Vùng Kinh tế mới tại thị trấn Phong Sơn, huyện Cẩm Thủy, tỉnh Thanh Hóa. Thuở nhỏ, ông theo học trung học tại Trường Phổ thông Trung học Cẩm Thủy, tỉnh Thanh Hóa.
Sau khi tốt nghiệp Trung học năm 1975, ông theo học dự bị Ngoại ngữ tại Đại học Ngoại ngữ (nay là Trường Đại học Hà Nội). Năm 1976, ông được cử làm lưu học sinh tại Bucharest, România, trong thời kỳ nước Đông Âu Cộng hòa Xã hội chủ nghĩa Romania. Ông học tiếng Romania và nhập học chuyên ngành Xây dựng tại Đại học Xây dựng Bucharest (UTCB), đến năm 1984, ông tốt nghiệp Kỹ sư Xây dựng. Năm 2000, ông bảo vệ thành công Luận án Tiến sĩ Luật. Ngày 09 tháng 3 năm 2010, được Hội đồng Chức danh Giáo sư Nhà nước phong học hàm Phó Giáo sư chuyên ngành Luật.
Phạm Minh Chính được kết nạp Đảng Cộng sản Việt Nam vào ngày 25 tháng 12 năm 1986, trở thành đảng viên chính thức vào ngày 25 tháng 12 năm 1987. Trong quá trình hoạt động Đảng và Nhà nước, ông theo học các khóa tại Học viện Chính trị Quốc gia Hồ Chí Minh, nhận bằng Cao cấp lý luận chính trị.

## Sự nghiệp

### Công an nhân dân

#### Thời kỳ đầu
Năm 1984, Phạm Minh Chính tốt nghiệp đại học ở Romania, trở về nước, bắt đầu sự nghiệp của mình. Ông được phân công làm Nghiên cứu viên Khoa học tại Cục Nghiên cứu Khoa học, Kinh tế và Kỹ thuật, Bộ Nội vụ. Đến năm 1989, ông được điều động sang công tác tại Bộ Ngoại giao, làm Bí thư thứ nhất tại Đại sứ quán Cộng hòa Xã hội Chủ nghĩa Việt Nam tại Romania. Đây là thời điểm mà Cộng hòa Xã hội chủ nghĩa Romania và cả xã hội chủ nghĩa Đông Âu sụp đổ, ông công tác ở Đại sứ quán với nhiệm vụ trực tiếp xem xét, đánh giá sự biến chuyển của các nước Đông Âu, phục vụ cho đường lối của Việt Nam trong thời kỳ này.
Năm 1996, ông được điều trở lại Việt Nam, công tác tại Bộ Nội vụ, chuyển thể thành Bộ Công an năm 1998. Ông lần lượt đảm nhiệm các chức vụ Thư ký Tổng hợp Văn phòng Bộ Công an; Phó Cục trưởng phụ trách Cục rồi Cục trưởng Cục Tình báo Kinh tế và Khoa học kỹ thuật Bộ Công an. Năm 2006, Phạm Minh Chính được bổ nhiệm làm Phó Tổng cục trưởng Tổng cục Tình báo Bộ Công an.

#### Lãnh đạo công an
Ngày 25 tháng 4 năm 2007, Phạm Minh Chính được Thủ tướng Chính phủ Nguyễn Tấn Dũng phong quân hàm Thiếu tướng Công an nhân dân. Đến tháng 12 năm 2009, ông được Bộ trưởng Bộ Công an Lê Hồng Anh giao nhiệm vụ Phụ trách Tổng cục Hậu cần – Kỹ thuật, Bộ Công an. Ngày 03 tháng 2 năm 2010, Thủ tướng Chính phủ Nguyễn Tấn Dũng quyết định bổ nhiệm ông giữ chức Tổng cục trưởng Tổng cục Hậu cần – Kỹ thuật, Bộ Công an.

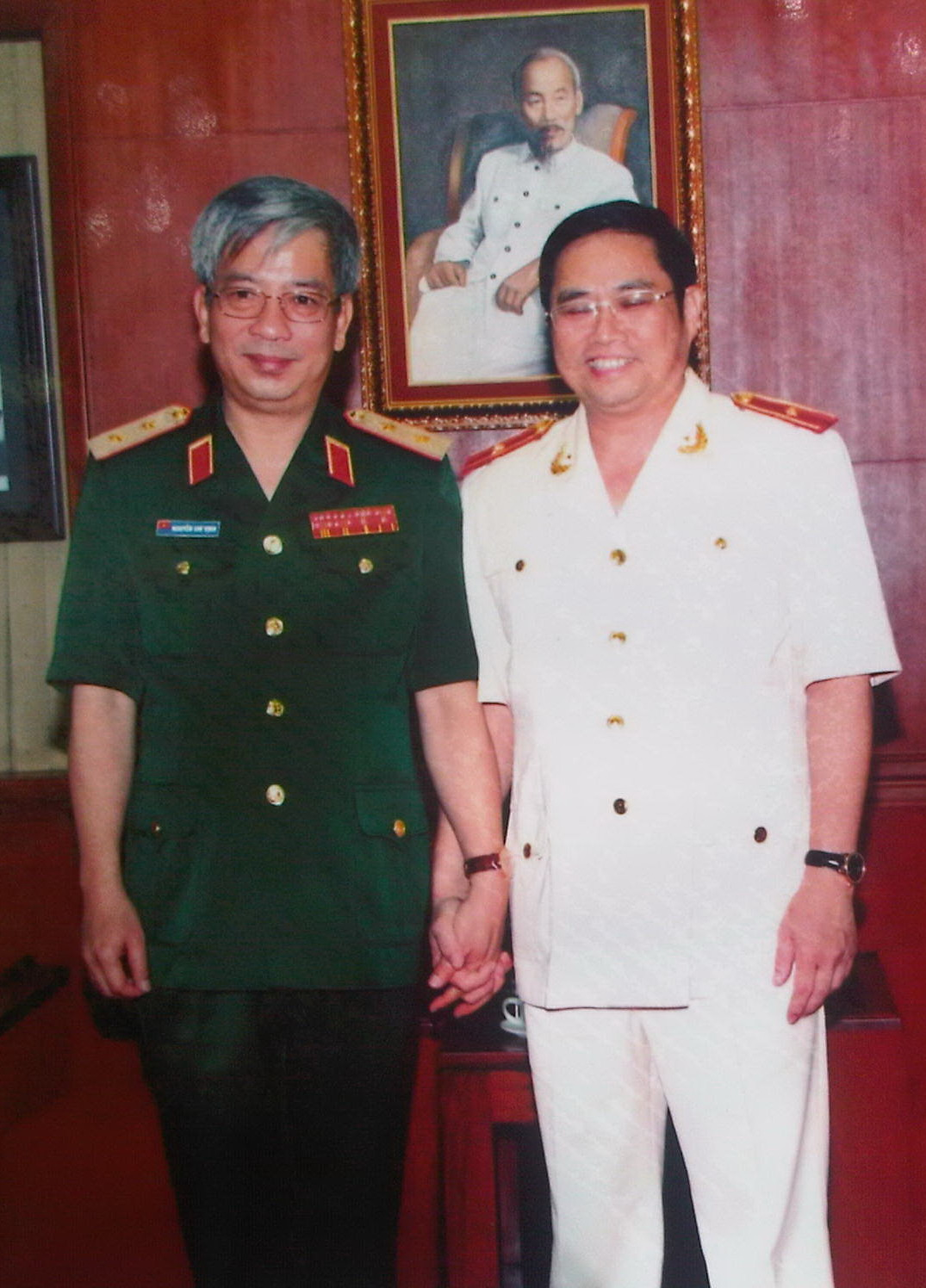
Trung tướng Nguyễn Chí Vịnh (trái) và Thiếu tướng Phạm Minh Chính (phải)

Trong cùng năm, ngày 16 tháng 7 năm 2010, ông được Chủ tịch nước Nguyễn Minh Triết thăng cấp bậc hàm từ Thiếu tướng lên Trung tướng Công an nhân dân Việt Nam. Phạm Minh Chính có lịch sử thăng cấp hàm bậc tướng Thiếu tướng, Trung tướng đều cùng các đợt với Tô Lâm. Ngày 12 tháng 8 năm 2010, ông được Thủ tướng Chính phủ quyết định bổ nhiệm giữ chức Thứ trưởng Bộ Công an Việt Nam.

### Địa phương
Ngày 18 tháng 1 năm 2011, tại Đại hội Đảng Cộng sản Việt Nam XI, Phạm Minh Chính được bầu làm Ủy viên chính thức Ban Chấp hành Trung ương Đảng Cộng sản Việt Nam khóa XI nhiệm kì 2011 – 2016.
Ngày 8 tháng 8 năm 2011, ông được Bộ Chính trị điều chuyển về công tác ở tỉnh Quảng Ninh, miễn nhiệm chức vụ Thứ trưởng Bộ Công an Việt Nam, tham gia Ban Chấp hành, Ban Thường vụ, bổ nhiệm làm Bí thư Tỉnh ủy tỉnh Quảng Ninh, Bí thư Đảng ủy Quân sự tỉnh Quảng Ninh, Ủy viên Đảng ủy Quân khu 3 - Bộ Quốc phòng, kế nhiệm Vũ Đức Đam.
Ông lãnh đạo tỉnh Quảng Ninh những năm 2011 – 2015, mục tiêu phát triển kinh tế tỉnh vùng biển. Trong giai đoạn này, ông là người tiên phong đề ra định hướng chuyển đổi mô hình tăng trưởng từ nâu sang xanh của tỉnh Quảng Ninh. Định hướng này được xem là đã mang lại nhiều thành công trong chiến lược phát triển, góp phần giúp Quảng Ninh thay đổi diện mạo nhanh chóng, địa phương tự xây dựng được 200 km đường cao tốc, đặc biệt đã làm giảm mạnh tình trạng ô nhiễm môi trường do khai thác than.

### Đại biểu Quốc hội

#### Khóa XIV
Phạm Minh Chính trúng cử Đại biểu Quốc hội Việt Nam khóa XIV nhiệm kì 2016 – 2021 từ tỉnh Quảng Ninh vào ngày 22 tháng 5 năm 2016 ở đơn vị bầu cử số 01 tỉnh Quảng Ninh gồm thành phố Hạ Long, thành phố Cẩm Phả, được 321.908 phiếu, đạt tỷ lệ 91,64% số phiếu hợp lệ. Ông lần đầu được Trung ương Đảng Cộng sản Việt Nam giới thiệu ứng cử và đã trúng cử, thuộc Đoàn Đại biểu Quốc hội tỉnh Quảng Ninh.

#### Khóa XV
Trong giai đoạn chuẩn bị cho kỳ bầu cử Quốc hội khóa XV vào năm 2021, Phạm Minh Chính được Trung ương Đảng giới thiệu làm ứng cử viên Đại biểu Quốc hội tại thành phố Cần Thơ. Trong quá trình chuẩn bị bầu cử, ông cùng các ứng cử viên đã tiếp xúc cử tri tại đơn vị bầu cử số 01 của thành phố Cần Thơ, tiến hành trình bày chương trình hành động theo luật định. Kỳ bầu cử diễn ra này 23 tháng 5 năm 2021, ông đã trúng cử Đại biểu Quốc hội Việt Nam khóa XV nhiệm kì 2021 – 2026 từ thành phố Cần Thơ với 335.484 phiếu, đạt tỷ lệ 98,74% số phiếu hợp lệ trúng cử.

### Trung ương Đảng
Ngày 09 tháng 4 năm 2015, Phạm Minh Chính được Bộ Chính trị điều động về công tác ở Trung ương, phân công giữ chức Phó Trưởng Ban Tổ chức Trung ương Đảng Cộng sản Việt Nam. Ngày 26 tháng 1 năm 2016, tại Đại hội đại biểu toàn quốc lần thứ XII của Đảng, ông được bầu làm Ủy viên Ban Chấp hành Trung ương Đảng Cộng sản Việt Nam khóa XII. Ngày 27 tháng 1 năm 2016, ông được Ban Chấp hành Trung ương khóa XII bầu vào Bộ Chính trị Trung ương, là Ủy viên Bộ Chính trị khóa XII. Ngày 4 tháng 2 năm 2016, ông được Bộ Chính trị phân công tham gia Ban Bí thư Trung ương Đảng Cộng sản Việt Nam. Ngày 05 tháng 2 năm 2016, ông được Bộ Chính trị phân công giữ chức Trưởng Ban Tổ chức Trung ương Đảng Cộng sản Việt Nam, Trưởng tiểu Ban Bảo vệ Chính trị Nội bộ Trung ương Đảng Cộng sản Việt Nam.

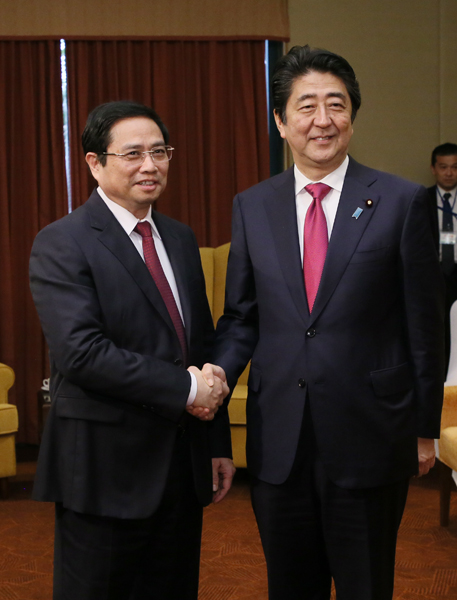
Ông Phạm Minh Chính tiếp đón Thủ tướng Abe Shinzō năm 2017.

Phạm Minh Chính cũng là Ủy viên Ban Chỉ đạo Trung ương về phòng, chống tham nhũng Đảng Cộng sản Việt Nam khóa XII, Chủ tịch Nhóm nghị sỹ hữu nghị Việt Nam - Nhật Bản của Quốc hội khóa XIV. Ngày 20 tháng 1 năm 2018, Thủ tướng Nguyễn Xuân Phúc quyết định bổ nhiệm ông làm Phó Trưởng Ban chỉ đạo xây dựng đặc khu kinh tế Việt Nam. Đến ngày 06 tháng 10 năm 2018, tại Hội nghị Trung ương lần thứ tám, khóa XII, Phạm Minh Chính được phân công làm Trưởng Tiểu ban Điều lệ Đảng để chuẩn bị Đại hội lần thứ XIII của Đảng Cộng sản Việt Nam. Đến ngày 30 tháng 1 năm 2021, tại phiên bầu cử Trung ương, ông được bầu làm Ủy viên chính thức Ban Chấp hành Trung ương Đảng Cộng sản Việt Nam khoá XIII. Ngày 31, tại phiên họp đầu tiên của Trung ương Đảng khóa XIII, ông được bầu làm Ủy viên Bộ Chính trị Ban Chấp hành Trung ương Đảng Cộng sản Việt Nam khóa XIII. Đến ngày 08 tháng 4 năm 2021, sau khi được bầu làm Thủ tướng Chính phủ, ông được thôi chức Trưởng ban Tổ chức Trung ương, Trưởng Tiểu ban Bảo vệ Chính trị Nội bộ Trung ương, được kế nhiệm bởi Trương Thị Mai. tháng 6 năm 2021, trong nhiệm kỳ mới, ông được phân công thêm các vị trí là Ủy viên Thường vụ Đảng ủy Công an Trung ương, Ủy viên Thường vụ Quân ủy Trung ương.
Trong giai đoạn đảm nhiệm chức vị Trưởng Ban Tổ chức Trung ương Đảng Cộng sản Việt Nam, Phạm Minh Chính phụ trách chủ trương và các chính sách lớn thuộc lĩnh vực tổ chức cán bộ, bố trí nhân sự của hệ thống chính trị; đồng thời là lãnh đạo chuyên môn nghiệp vụ về công tác tổ chức, cán bộ, đảng viên của Trung ương. Giai đoạn 2020 – 2021 trong chu kỳ Đại hội Đảng bộ cấp tỉnh khóa 2020 – 2025 ở 63 tỉnh thành, ông thường đại diện cho Trung ương Đảng tham gia các kỳ đại hội địa phương, chỉ đạo hoạt động cấp tỉnh.
Bên cạnh đó, Phạm Minh Chính còn phụ trách vấn đề ngoại giao, bao gồm đại diện Trung ương Đảng sang thăm nước ngoài; tiếp đón một số lãnh đạo nước ngoài sang thăm Việt Nam. Đầu năm 2018, ông tới thủ phủ Bắc Kinh thăm Trung Quốc, gặp gỡ Ủy viên Thường vụ Trung ương Đảng, Bí thư Ủy ban Kiểm Kỷ, lãnh đạo cấp quốc gia thứ sáu của Trung Quốc Triệu Lạc Tế, hội đàm với Thành ủy Bắc Kinh các vấn đề liên quan tới đối tác giữa hai nước. Ông đã hai lần đón tiếp Thủ tướng Nhật Bản là Abe Shinzō năm 2017 hai chiều trong và ngoài nước, cùng với đón tiếp Suga Yoshihide năm 2020 sang thăm Việt Nam.

## Thủ tướng Chính phủ (2021–nay)

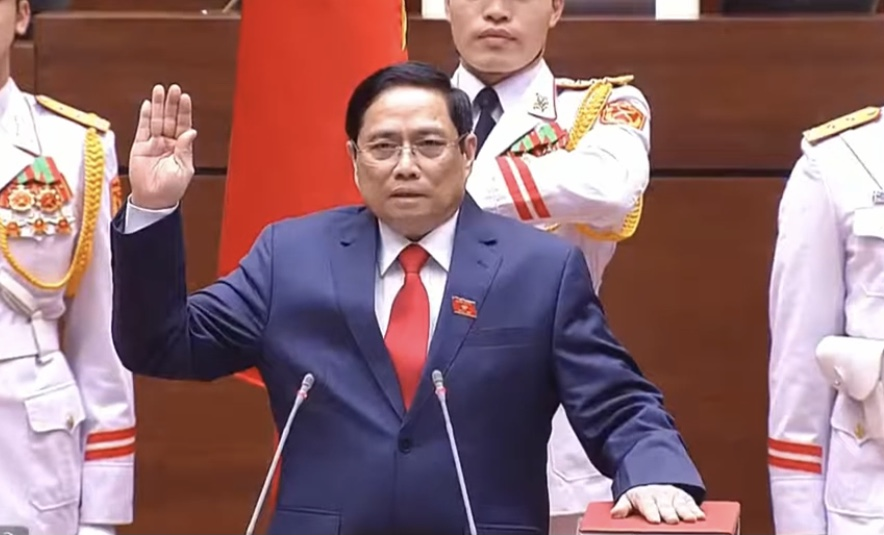
Ông Phạm Minh Chính tuyên thệ nhậm chức Thủ tướng

Đầu năm 2021, Đại hội Đại biểu toàn quốc Đảng Cộng sản Việt Nam khóa XIII diễn ra. Trước và trong kỳ đại hội, báo chí nước ngoài cho rằng Phạm Minh Chính có nhiều khả năng sẽ là Thủ tướng mới của Việt Nam sau Đại hội Đảng khóa XIII. Giai đoạn cuối tháng 3, đầu tháng 4 năm 2021, sau Đại hội Đảng Cộng sản, Việt Nam tiếp tục các hoạt động cho chuỗi sự kiện Hội nghị hiệp thương của Mặt trận Tổ quốc, chuẩn bị cho Quốc hội khóa XV. Ngày 18 tháng 3 năm 2021, Phạm Minh Chính được giới thiệu tham gia khối ứng cử Đại biểu Quốc hội thuộc Chính phủ tại kỳ họp thứ hai của Hội nghị Hiệp thương, chuẩn bị vị trí công tác, nhiệm vụ mới ở Chính phủ Việt Nam khóa XV.
Ngày 3 tháng 4 năm 2021, với thống nhất từ Trung ương Đảng Cộng sản, Phạm Minh Chính được đề cử làm Thủ tướng Chính phủ Việt Nam. Chiều ngày 05 tháng 4 năm 2021: tại kỳ họp thứ 11, Quốc hội khóa XIV, với số phiếu 462/466, đạt tỷ lệ 96,25% chiếm đa số phiếu, ông được bầu làm Thủ tướng Việt Nam và là Thủ tướng thứ tám của nước Cộng hòa xã hội chủ nghĩa Việt Nam. Vào lúc 16 giờ, ông tuyên thệ nhậm chức Thủ tướng, phát biểu về đường lối, định hướng lãnh đạo Chính phủ nhiệm kỳ mới tại Tòa nhà Quốc hội, thủ đô Hà Nội. Đến chiều ngày 08 tháng 4 năm 2021 trong cùng kỳ họp thứ 11, với tổng số 444/444 phiếu tán thành, đạt tỷ lệ 92,50% tính trên tổng số đại biểu, Quốc hội đã thông qua Nghị quyết phê chuẩn ông kiêm chức vụ Phó Chủ tịch Hội đồng Quốc phòng và An ninh Việt Nam. Ông là người đầu tiên kể từ năm 1945 chưa từng giữ bất kỳ chức vụ nào trong Chính phủ và cũng là Tướng lĩnh Công an Nhân dân Việt Nam đầu tiên được bổ nhiệm vào chức vụ này.
Ngày 26 tháng 7 năm 2021, tại kỳ họp thứ nhất, Quốc hội khóa XV, ông được bầu giữ chức Thủ tướng Chính phủ nước Cộng hòa Xã hội Chủ Nghĩa Việt Nam nhiệm kỳ 2021-2026 với tỷ lệ 96,99% (484/484 đại biểu có mặt biểu quyết tán thành, tổng số đại biểu Quốc hội khóa XV là 499 đại biểu).
Chiều ngày 28 tháng 7 năm 2021, tại kỳ họp thứ nhất, Quốc hội khóa XV, với tổng số 470/470 phiếu tán thành, đạt tỷ lệ 94,19% tính trên tổng số đại biểu, Quốc hội đã thông qua Nghị quyết phê chuẩn ông kiêm chức vụ Phó Chủ tịch Hội đồng Quốc phòng và An ninh Việt Nam.

### Đại dịch COVID–19

#### Quỹ phòng chống dịch COVID-19

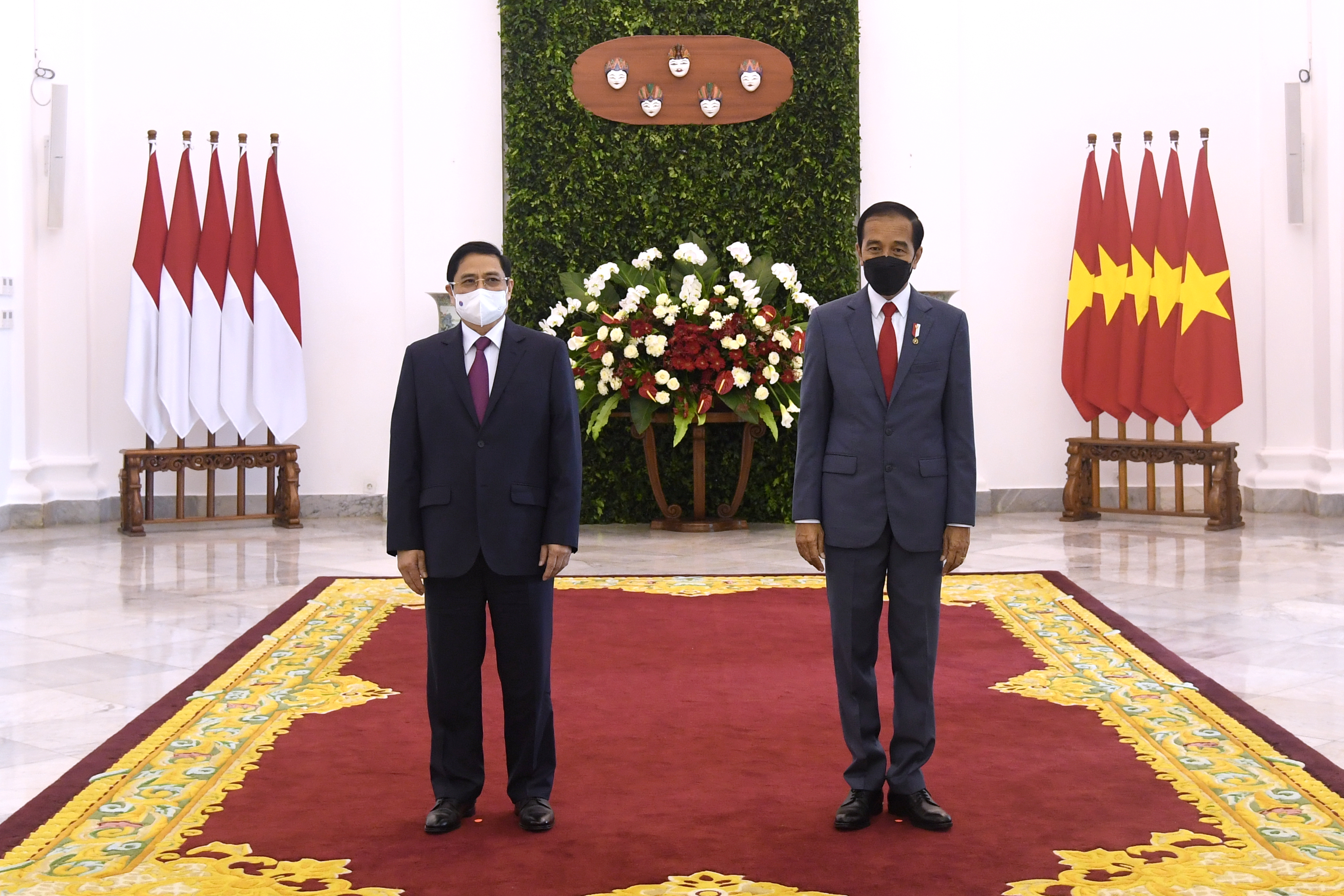
Thủ tướng Phạm Minh Chính gặp Tổng thống Indonesia Joko Widodo năm 2021.

Trước tình hình dịch COVID-19 diễn biến ngày càng phức tạp, Việt Nam cần khoảng hơn 150 triệu liều vaccine phòng COVID-19 để tiêm phòng cho khoảng 75 triệu người dân, với tổng nhu cầu kinh phí ước khoảng hơn  25 nghìn tỷ đồng. Tuy nhiên, nền kinh tế Việt Nam đang gặp nhiều khó khăn, nhu cầu kinh phí cho việc mua vaccine rất lớn và nguồn ngân sách nhà nước hạn hẹp. Trước tình hình đó, Thủ tướng Phạm Minh Chính ký ban hành Nghị quyết 53/NQ-CP thông qua chủ trương thành lập Quỹ vaccine phòng COVID-19 vào ngày 27/5/2021

#### Dịch bệnh COVID-19 ở các tỉnh và thành phố phía Nam
Trước tình hình dịch ngày càng phức tạp tại Thành phố Hồ Chí Minh, Thủ tướng Phạm Minh Chính yêu cầu Bộ Công an, Bộ Quốc phòng, Bộ Giao thông vận tải, Bộ Y tế và một số địa phương có kinh nghiệm chống dịch tiếp tục hỗ trợ, ưu tiên chi viện các lực lượng thiện chiến cho Thành phố Hồ Chí Minh trong cuộc họp trực tuyến sáng ngày 4/7/2021 Trước tình hình Thành phố Hồ Chí Minh ghi nhận hơn 13000 ca nhiễm và trong đợt giãn cách xã hội trong vòng 15 ngày khi thực hiện Chỉ thị 16 từ ngày 9/7/2021, Thủ tướng Phạm Minh Chính chỉ đạo ưu tiên 25% vaccine của cả nước cho TP. HCM để phấn đấu tiêm 2 triệu liều cho người dân thành phố đến hết tháng 7 năm 2021. Trước tình hình dịch với số ca nhiễm gia tăng và diễn biến phức tạp ở các tỉnh phía Nam, Thủ tướng Phạm Minh Chính ký Công văn số 969/TTg-KGVX ngày 17/7/2021 về việc thực hiện giãn cách xã hội phòng, chống dịch tại một số địa phương (Thành phố Hồ Chí Minh, thành phố Cần Thơ và các tỉnh: Bình Dương, Đồng Nai đã thực hiện, Bình Phước, Tây Ninh, Bà Rịa - Vũng Tàu, Tiền Giang, Long An, Vĩnh Long, Đồng Tháp, Bến Tre, Hậu Giang, An Giang, Bạc Liêu, Sóc Trăng, Trà Vinh, Cà Mau, Kiên Giang) theo Chỉ thị 16 với thời gian giãn cách xã hội là 14 ngày bắt đầu từ lúc 0h ngày 19/7/2021.
Ngày 31/7/2021, Thủ tướng Phạm Minh Chính ra công điện yêu cầu các tỉnh/ thành phố phía Nam tiếp tục giãn cách xã hội thêm 14 ngày từ 0h ngày 02/8/2021 khi tình hình dịch diễn biến cực kỳ phức tạp ở các tỉnh phía Nam sau 14 ngày thực hiện giãn cách xã hội từ ngày 19/7/2021 theo công văn số 969/TTg-KGVX ngày 17/7/2021.
Sáng ngày 15/8/2021, Thủ tướng Phạm Minh Chính chỉ đạo "Tiêm vaccine miễn phí cho toàn dân, dứt khoát là như vậy" trong hội nghị trực tuyến Thường trực Chính phủ với các địa phương về phòng chống Covid-19 .
Trong cuộc họp trực tuyến với TP. HCM, Bình Dương, Đồng Nai, Long An về tình hình số ca nhiễm do dịch COVID-19 gia tăng quá nhanh vào tối ngày 19/8/2021, Thủ tướng Phạm Minh Chính chỉ đạo quân đội chủ trì lo lương thực cho TP. HCM, công an giữ gìn trật tự an ninh cho TP. HCM để đảm bảo TP. HCM thực hiện "ai ở đâu ở đó", giãn cách, phong toả nghiêm ngặt, trong đó có "đóng cửa, lockdown thành phố" từ 0h ngày 23/8/2021 theo chỉ thị 16.
Ngày 22/8/2021, Thủ tướng Phạm Minh Chính chỉ đạo xét nghiệm toàn dân tại TP. HCM, Bình Dương, Long An, Đồng Nai trong thời gian giãn cách xã hội, để phát hiện sớm nhất F0, kịp thời ngăn chặn lây lan 
Trưởng Ban Chỉ đạo Quốc gia phòng chống dịch COVID-19

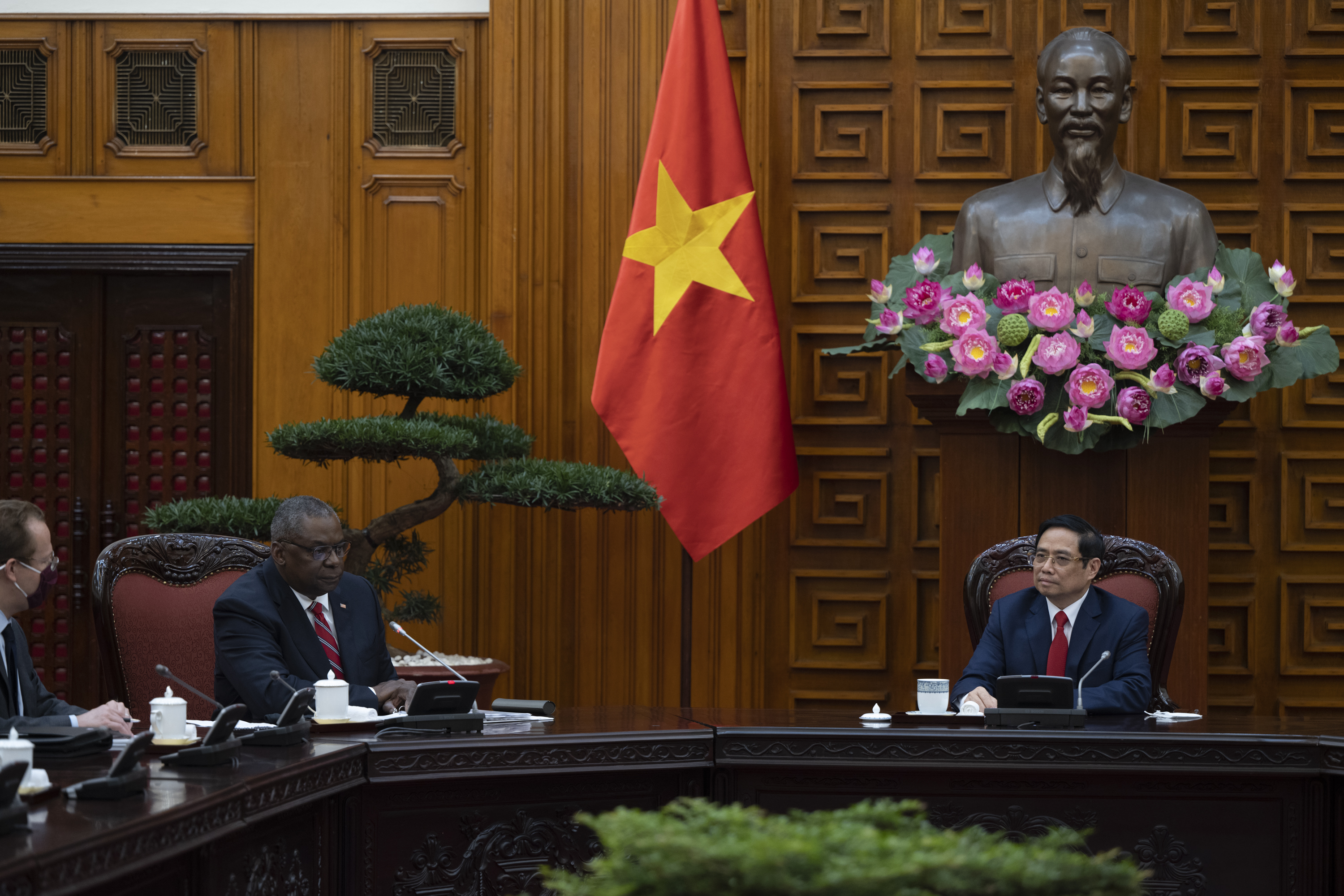
Ông Phạm Minh Chính tiếp Bộ trưởng quốc phòng Hoa Kỳ ông Lloyd J. Austin III

Ngày 24/08/2021, tại Trụ sở Trung ương Đảng đã diễn ra cuộc họp lãnh đạo chủ chốt về phòng, chống dịch Covid-19. Tổng Bí thư Nguyễn Phú Trọng đã có kết luận thống nhất phân công Thủ tướng Chính phủ Phạm Minh Chính làm Trưởng Ban Chỉ đạo Quốc gia phòng chống dịch Covid-19.
Trước tình hình Thành phố Hồ Chí Minh ghi nhận hơn 190.800 ca nhiễm, Thủ tướng Phạm Minh Chính vào TP. HCM kiểm tra việc chống dịch ở TP. HCM. Ông nhấn mạnh với lãnh đạo TP. HCM "phải sớm phát hiện ra F0, tiếp cận ngay để phân loại, điều trị phù hợp, trong đó, phải xét nghiệm, ưu tiên những người nguy cơ cao" vào sáng ngày 25/8/2021.
Trong cuộc họp trực tuyến với lãnh đạo của 1.060 xã, phường, thị trấn tại 20 tỉnh/ thành phố ở phía Nam vào sáng ngày 29/8/2021, Thủ tướng Phạm Minh Chính chỉ đạo "Địa phương nào không đạt mục tiêu kiềm chế, kiểm soát dịch bệnh thì phải kiểm điểm, làm rõ nguyên nhân, trách nhiệm của tập thể, cá nhân".
Trong cuộc họp trực tuyến với 63 tỉnh/ thành phố trực thuộc trung ương vào sáng ngày 25/9/2021, Thủ tướng Phạm Minh Chính chỉ đạo Bộ Y tế nhanh chóng ban hành hướng dẫn để ngày 30/9/2021 các địa phương quyết định việc chuyển trạng thái, vừa phòng chống dịch hiệu quả, vừa khôi phục, thúc đẩy phát triển kinh tế.

#### Kinh tế trong thời Đại dịch COVID-19
Sau khi nhậm chức Thủ tướng, Phạm Minh Chính phải đối mặt với nền kinh tế gặp khó khăn vì ảnh hưởng từ đại dịch. Vào cuối nhiệm kì của người tiền nhiệm là ông Nguyễn Xuân Phúc, tỉ lệ người thất nghiệp gia tăng tăng trưởng kinh tế bị cho là "kém" nhất kể từ Đổi Mới năm 1986. Các doanh nghiệp gặp khó khăn số doanh nghiệp thành lập mới giảm 13,3% trong khi số doanh nghiệp dừng kinh doanh có thời hạn tăng 33,6%. Năm 2020 thu nhập bình quân đầu người một tháng cả nước theo giá hiện hành đạt khoảng 4,23 triệu đồng, giảm khoảng 2% so với năm 2019. Các ngành kinh tế bị ảnh hưởng nặng trong đó ngành hàng không bị ảnh hưởng nặng nề, nhiều chuyến bay bị hủy bỏ, lượng khách du lịch đến Việt Nam sụt giảm. Cục Hàng không ước tính doanh thu hàng không thiệt hại khoảng 25.000 tỷ đồng; ngành hàng không rơi vào tình trạng "xấu nhất" trong lịch sử 60 năm phát triển, toàn bộ các đường bay bị tạm ngừng.

### Môi trường và năng lượng
Ngày 13 tháng 10 năm 2021, Phạm Minh Chính dự và phát biểu tại Diễn đàn "Tuần lễ năng lượng Nga" lần thứ IV theo hình thức ghi hình, tại diễn đàn ông cho biết Việt Nam đang đa dạng hóa các nguồn năng lượng, chú trọng phát triển các nguồn năng lượng sạch, năng lượng tái tạo, với mục tiêu nâng tỷ trọng trong tổng cung năng lượng sơ cấp đạt ít nhất 20% vào năm 2030 và 30% vào năm 2045. Để đạt được các mục tiêu này, Việt Nam đã ban hành nhiều cơ chế khuyến khích phát triển điện gió, điện mặt trời, điện sinh khối, điện từ chất thải rắn. Đối với nguồn năng lượng hóa thạch, có lộ trình chủ động tích cực giảm và hầu như không phát triển thêm nhà máy nhiệt điện than mới. Dự kiến phát triển mạnh nhiệt điện khí, bao gồm cả nhiệt điện sử dụng khí nội địa và khí hóa lỏng (LNG). Tỷ trọng nguồn điện khí dự kiến tăng từ 10% năm 2020 lên 21 - 22% năm 2030. Sử dụng năng lượng tiết kiệm và hiệu quả, tích cực triển khai Hiệp định Paris về biến đổi khí hậu, Việt Nam đã xây dựng và ban hành Chương trình quốc gia về sử dụng năng lượng tiết kiệm và hiệu quả giai đoạn 2019-2030 với mục tiêu tiết kiệm từ 5 -7% tổng tiêu thụ năng lượng toàn quốc đến năm 2025.
Thủ tướng Phạm Minh Chính đã tham dự và có bài phát biểu quan trọng tại Hội nghị COP26, tham dự và phát biểu tại các sự kiện công bố sáng kiến của một số đối tác quan trọng bên lề COP26 như công bố Cam kết giảm phát thải metan toàn cầu, hành động về rừng và sử dụng đất.

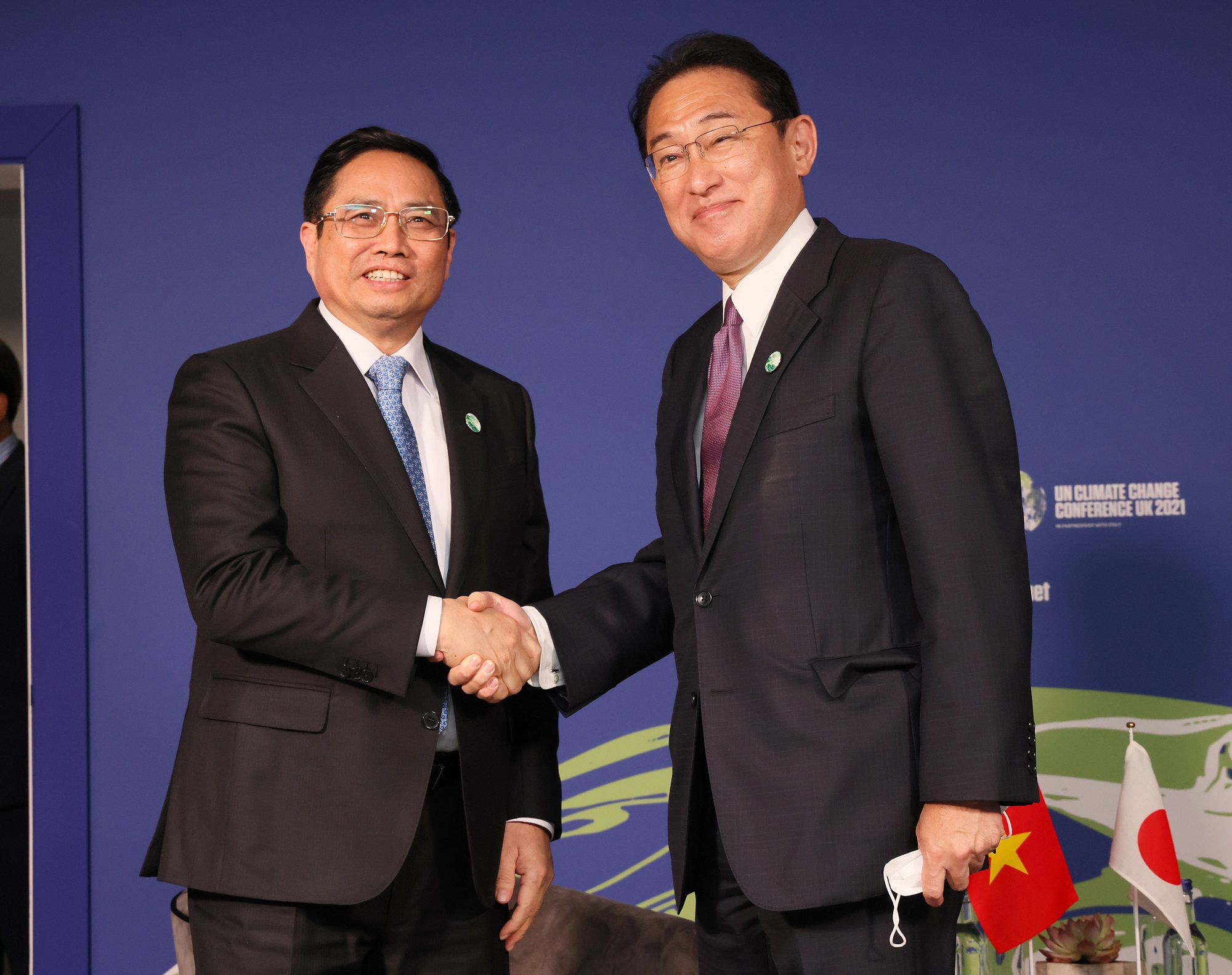
Thủ tướng Nhật Bản Fumio Kishida và Thủ tướng Phạm Minh Chính tại hội nghị COP26

Trong bài phát biểu quan trọng tại Hội nghị COP 26, Thủ tướng Chính phủ Phạm Minh Chính đã nhấn mạnh hai thông điệp chính: Đây là vấn đề toàn cầu nên phải có cách tiếp cận toàn cầu, đây là vấn đề ảnh hưởng đến mọi người dân nên phải có cách tiếp cận toàn dân; đồng thời kêu gọi phải có công bằng, công lý về biến đổi khí hậu, các nước phát triển có trách nhiệm hỗ trợ các nước đang phát triển cả về tài chính, công nghệ và nâng cao năng lực để có thể thực hiện thành công Thỏa thuận Paris về chống biến đổi khí hậu.
Ngày 14 tháng 7 năm 2022, tại buổi họp về môi trường ông yêu cầu Bộ Tài nguyên và Môi trường sớm hoàn thiện, trình lãnh đạo Chính phủ ký ban hành Đề án về những nhiệm vụ, giải pháp triển khai kết quả Hội nghị COP26, hoàn thành trong tháng 7 năm 2022. Trên cơ sở hồ sơ trình của Bộ Tài nguyên và Môi trường chuẩn bị, Văn phòng Chính phủ rà soát, báo cáo Thủ tướng Chính phủ phê duyệt Chiến lược quốc gia về biến đổi khí hậu giai đoạn đến năm 2050 và kế hoạch hành động giảm phát thải khí methan đến năm 2030. Bộ Tài chính chủ trì và phối hợp với Bộ Tài nguyên và Môi trường khẩn trương trình Thủ tướng Chính phủ phê duyệt Đề án phát triển thị trường carbon tại Việt Nam theo quy định Luật Bảo vệ môi trường năm 2020, đề xuất các loại thuế, khuyến khích sử dụng năng lượng sạch, xanh. Bộ Khoa học và Công nghệ đề xuất chính sách khuyến khích phát triển công nghệ, năng lượng xanh. Bộ Thông tin và Truyền thông xây dựng chương trình chuyển đổi số phục vụ chống biến đổi khí hậu, trong đó có phát triển xanh. Bộ Kế hoạch và Đầu tư xây dựng chương trình để các doanh nghiệp đi theo xu hướng chuyển đổi xanh, chuyển đổi số. Một trong những nhiệm vụ mà ông Chính cho là quan trọng trước mắt là tập trung phát triển nền công nghiệp về chuyển đổi năng lượng, nghiên cứu công nghệ chuyển đổi năng lượng, thúc đẩy sản xuất các thiết bị trong nước.
Mùa hè năm 2023 do hiện tượng El Nino các đập thủy điện tại miền Bắc có nguy cơ dừng phát điện dù chỉ mới đầu mùa khô. Ngày 8 tháng 6 năm 2023, Phó Thủ tướng Trần Hồng Hà đã ký Chỉ thị số 20/CT-TTg của Thủ tướng Chính phủ về việc tăng cường tiết kiệm điện giai đoạn 2023 - 2025 và các năm tiếp theo. Theo đó cả nước sẽ tiết kiệm tối thiểu 2% tổng điện năng tiêu thụ hằng năm và triển khai chương trình khuyến khích điện mặt trời.

### Đối ngoại

#### Pháp
Việt Nam và Pháp quyết tâm đưa các khuôn khổ hợp tác giữa hai nước, từ chính trị - ngoại giao, an ninh - quốc phòng đến kinh tế - thương mại - đầu tư, khoa học công nghệ, y tế, giáo dục - đào tạo, văn hóa... tiếp tục đi vào chiều sâu, thực chất và hiệu quả hơn, đồng thời thích ứng với những chuyển biến trong khu vực và trên thế giới. Hướng tới kỷ niệm 50 năm thiết lập quan hệ Ngoại giao và 10 năm thiết lập Đối tác chiến lược trong năm 2023, hai Bên nhất trí cùng xây dựng kế hoạch hằng năm với những nhiệm vụ cụ thể, nhằm đưa quan hệ Việt Nam - Pháp phát triển lên tầm cao mới.

#### Nhật Bản
Đây là chuyến thăm Việt Nam đầu tiên của ông Kishida sau 6 tháng ông nhậm chức Thủ tướng Nhật Bản và sau 5 tháng kể từ chuyến thăm chính thức Nhật Bản của Thủ tướng Phạm Minh Chính.

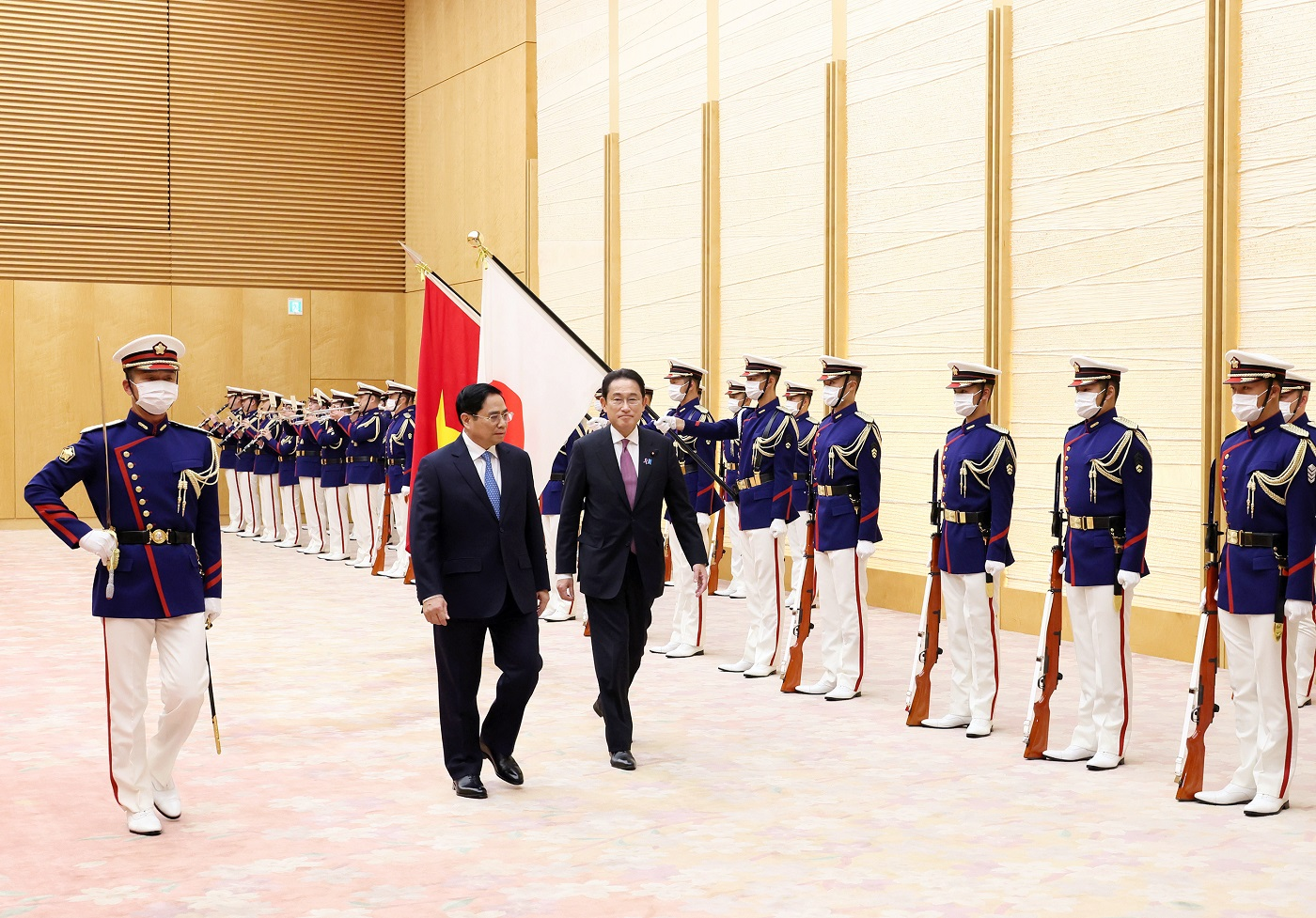
Thủ tướng Phạm Minh Chính trong chuyến thăm đến Nhật vào năm 2021

Quan hệ giữa hai nước dưới thời ông Phạm Minh Chính được cho là đang ở giai đoạn tốt nhất đến nay. Hai bên tích cực chuẩn bị các hoạt động kỷ niệm 50 năm thiết lập quan hệ ngoại giao vào năm 2023.
Chuyến thăm chính thức Việt Nam của Thủ tướng Nhật Bản nhằm đưa quan hệ Việt Nam - Nhật Bản đi vào chiều sâu, thúc đẩy triển khai kết quả chuyến thăm chính thức Nhật Bản của Thủ tướng Phạm Minh Chính tăng cường sự tin cậy chính trị Việt Nam - Nhật Bản và quan hệ tốt đẹp giữa lãnh đạo cấp cao hai nước trên cơ sở "tình cảm, chân thành, tin cậy" tăng cường hợp tác thực chất trên các lĩnh vực, đáp ứng lợi ích và nguyện vọng của nhân dân hai nước. Tại hội đàm diễn ra sáng 1/5, cả hai người bày tỏ vui mừng trước sự phát triển vượt bậc của quan hệ Việt Nam-Nhật Bản và đạt nhận thức chung rộng rãi về phương hướng lớn và các biện pháp nhằm tiếp tục làm sâu sắc hơn nữa hợp tác trên các lĩnh vực, mở ra một giai đoạn phát triển mới cho quan hệ Đối tác chiến lược sâu rộng giữa hai quốc gia. Tạo điều kiện để Việt Nam có thể xuất khẩu các loại hoa quả sang Nhật.

#### Công du Hoa Kỳ năm 2022

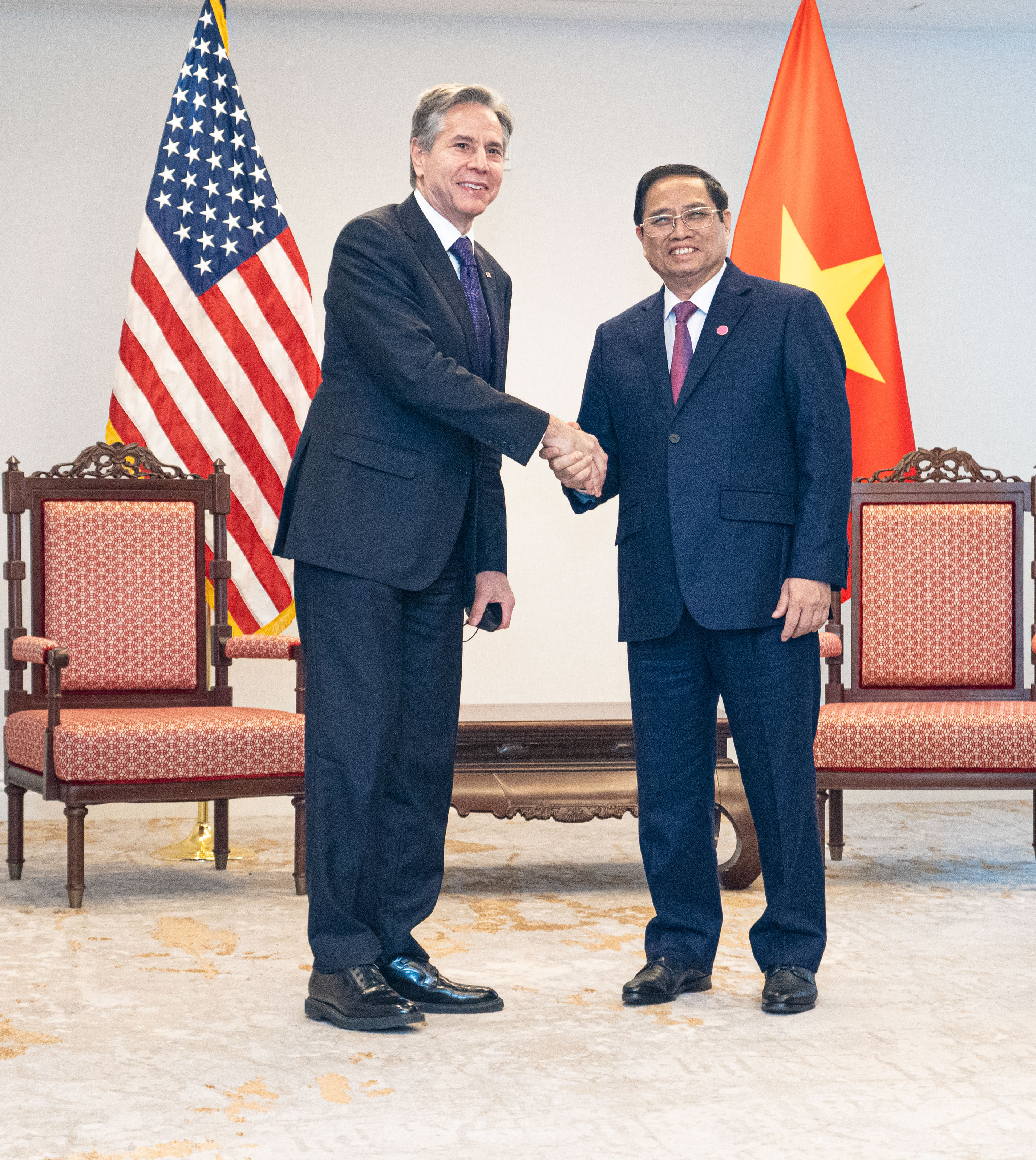
Ngoại trưởng Hoa Kỳ Blinken gặp Thủ tướng Phạm Minh Chính

Tháng 5 năm 2022, Phạm Minh Chính bắt đầu chuyến công du Hoa Kỳ đồng thời tham gia và làm việc tại Hội nghị Cấp cao Đặc biệt ASEAN-Hoa Kỳ và Liên Hiệp Quốc.
Tối 12 tháng 5 (theo giờ địa phương), ông Phạm Minh Chính đã có cuộc gặp với Tổng thống Hoa Kỳ Joe Biden tại Nhà Trắng. Tại cuộc gặp, Thủ tướng Chính phủ Phạm Minh Chính và Tổng thống Joe Biden đã trao đổi về quan hệ song phương Việt Nam-Hoa Kỳ và các vấn đề khu vực, quốc tế. Ông đã tiếp lãnh đạo nhiều tập đoàn kinh tế hàng đầu Mỹ và các doanh nghiệp do người Việt Nam đứng đầu.

#### Hội nghị Cấp cao đặc biệt ASEAN – Hoa Kỳ 2022

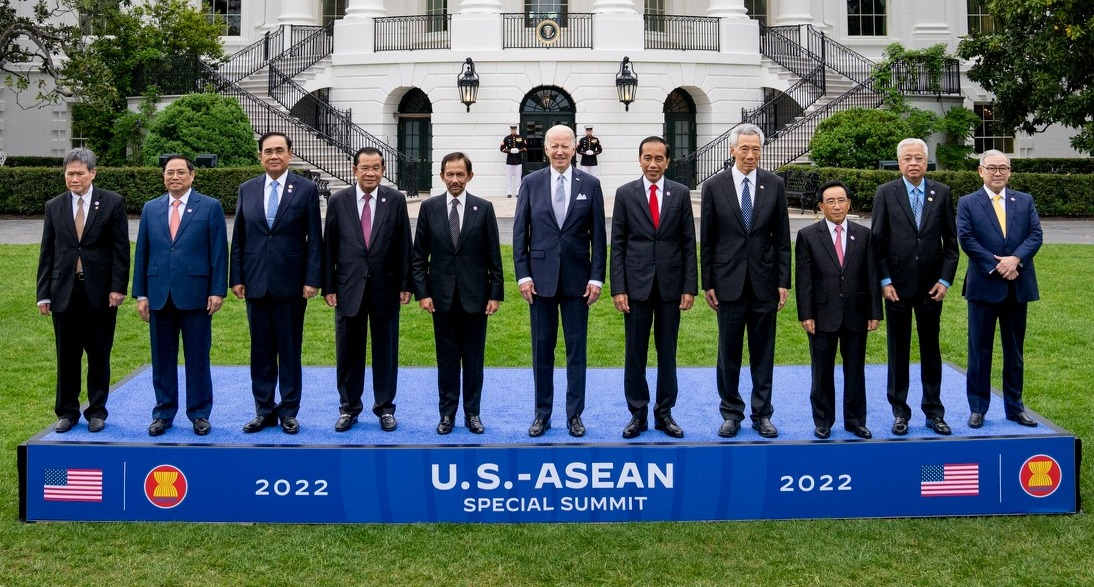
Tổng thống Biden và các lãnh đạo ASEAN tại Nhà Trắng

Ngày 13-5 (giờ địa phương), Thủ tướng Chính phủ Phạm Minh Chính và Lãnh đạo ASEAN đã dự các phiên làm việc chính thức của Hội nghị Cấp cao Đặc biệt ASEAN – Hoa Kỳ bao gồm phiên họp giữa các Lãnh đạo ASEAN với Tổng thống Joe Biden, phiên thảo luận giữa các Lãnh đạo ASEAN với Phó tổng thống Harris về an ninh biển và phòng chống covid-19 và phiên thảo luận với các Bộ trưởng Nội các về ứng phó biến đổi khí hậu, chuyển đổi năng lượng sạch và cơ sở hạ tầng bền vững.
Tổng thống Indonesia Widodo đã đồng chủ trì với Tổng thống Biden và Phó tổng thống Harris các hoạt động này. Lãnh đạo các nước đã trao đổi về an ninh biển, kiểm soát dịch bệnh và phục hồi kinh tế, ứng phó với biến đổi khí hậu và các vấn đề khu vực và toàn cầu. Thủ tướng Chính phủ Phạm Minh Chính bày tỏ mong muốn các nước lớn, những đối tác của ASEAN, có thể đưa quan hệ đi vào ổn định, cạnh tranh lành mạnh và có trách nhiệm, đồng thời tham gia đóng góp cho khu vực trên tinh thần minh bạch, xây dựng, tôn trọng vai trò trung tâm của ASEAN, tham vấn đầy đủ với ASEAN, tôn trọng luật pháp quốc tế, đóng góp cho hòa bình, an ninh và ổn định ở khu vực và trên thế giới. Việt Nam tái khẳng định lập trường nguyên tắc của ASEAN về Biển Đông, nhấn mạnh giải quyết hòa bình mọi tranh chấp, khác biệt, trên cơ sở luật pháp quốc tế, trong đó có Công ước UNCLOS 1982. Ông hoan nghênh các đối tác ủng hộ ASEAN thực hiện đầy đủ và hiệu quả DOC, xây dựng Bộ Quy tắc Ứng xử COC phù hợp với luật pháp quốc tế và UNCLOS 1982. Ông đề cao nỗ lực của các nước, hợp tác ứng phó biến đổi khí hậu, thông qua chuyển đổi cơ cấu kinh tế, áp dụng tiến bộ khoa học kỹ thuật, phát triển năng lượng tái tạo, thúc đẩy chuyển đổi năng lượng sạch, xây dựng hạ tầng chất lượng cao, hướng tới phát triển xanh và bền vững.

#### Làm việc tại Liên Hiệp Quốc
Tại trụ sở Liên Hợp Quốc ở thành phố New York, Thủ tướng Chính phủ Phạm Minh Chính đã có các cuộc gặp với Phó Tổng Thư ký Liên Hợp Quốc, bà Amina Mohammed. Giám đốc điều hành Quỹ Nhi đồng Liên Hợp Quốc (UNICEF) Catherine Russell. Chủ tịch Đại Hội đồng Liên Hợp Quốc Abdulla Shahid. Tổng Giám đốc Chương trình Phát triển Liên Hợp Quốc (UNDP) Achim Steiner. Ông Phạm Minh Chính khẳng định Việt Nam cam kết mạnh mẽ đối với chủ nghĩa đa phương.

#### Công du Úc năm 2024
Từ ngày 7 đến ngày 9 tháng 3 năm 2024, Phạm Minh Chính thực hiện chuyến thăm Úc theo lời mời của Thủ tướng Úc Anthony Albanese. Sáng 7 tháng 3, sau buổi hội đàm ông Chính và ông Albanese thông báo nâng cấp quan hệ Việt Nam - Úc lên Đối tác Chiến lược Toàn diện, đưa đất nước này trở thành Đối tác Chiến lược Toàn diện thứ 7 của Việt Nam.
"Tại hội đàm hôm nay, tôi và ngài Thủ tướng thay mặt chính phủ hai nước tuyên bố về việc nâng cấp quan hệ Việt Nam - Australia lên mức Đối tác Chiến lược Toàn diện", ông Chính cho biết tại họp báo chung sáng cùng ngày ở tòa nhà Quốc hội Úc, thủ đô Canberra. Ông khẳng định khuôn khổ quan hệ mới này sẽ góp phần tăng cường tin cậy chính trị và làm sâu sắc hơn nữa quan hệ hợp tác Việt  - Úc, đáp ứng nguyện vọng chung của nhân dân hai nước. Hai bên sẽ phối hợp chặt chẽ để thực hiện 6 phương hướng lớn nhằm đưa hợp tác trên các lĩnh vực đi vào chiều sâu, hiệu quả, thực chất hơn.

## Quan điểm
Trong sự nghiệp của mình, Phạm Minh Chính có nhiều bài phát biểu, thể hiện rõ quan điểm của mình trong lãnh đạo Đảng, Nhà nước. Ông có quan điểm chống chạy chức, chạy quyền trong hệ thống tổ chức Đảng và Nhà nước. Đối với kỳ đại hội đại biểu toàn quốc chuẩn bị cho Quốc hội Việt Nam khóa XV, ông đã nhiều lần phát biểu, nhấn mạnh phương án xây dựng nhân lực, Đại biểu Quốc hội. Ông kêu gọi việc không giới thiệu và đưa vào danh sách ứng cử người có biểu hiện cơ hội chính trị, tham vọng quyền lực; có tư tưởng cục bộ, bảo thủ, trì trệ, đang bị thanh tra, kiểm tra dấu hiệu vi phạm; người đứng đầu các cơ quan, tổ chức, đơn vị để xảy ra vụ, việc tham nhũng, lãng phí, mất đoàn kết, những người vi phạm quy định của Bộ Chính trị hoặc có vấn đề về chính trị chưa được kết luận. Kiên quyết không để lọt những người không xứng đáng, những người chạy chức, chạy quyền tham gia Quốc hội.
Đối với tổ chức Đảng, Phạm Minh Chính đề cao các vấn đề về bám sát Nghị quyết Trung ương 4, Nghị quyết Trung ương Đảng, tích cực đổi mới phương thức lãnh đạo theo phương châm hướng về cơ sở để kịp thời tháo gỡ khó khăn, vướng mắc; đưa hoạt động địa phương đi vào nền nếp; chủ động, tích cực hơn trong việc phối hợp với các cơ quan; tăng cường giáo dục chính trị, tư tưởng; coi trọng giáo dục lịch sử truyền thống; tinh giản tổ chức bộ máy, biên chế; kiểm tra, giám sát các cấp ủy; thúc đẩy dân vận được tăng cường; phối hợp giữa đảng ủy với đảng đoàn; phát huy vai trò của các đoàn thể trong tham gia xây dựng Đảng, xây dựng cơ quan, đơn vị trong sạch, vững mạnh. Ông cho rằng tình trạng suy thoái, "tự diễn biến", "tự chuyển hóa" đã được cải thiện, song "đây là vấn đề nhức nhối, còn tiếp tục, phải kiên trì, kiên quyết với nó hơn nữa".
| “ | Không nói không, không nói khó và không nói có mà không làm | ” |
| — Phát biểu tại buổi làm việc với Bộ Giao thông Vận tải ngày 10/6/2021 về việc hoàn thiện hệ thống hạ tầng cho đất nước |                                                             |   |

| “ | Suy nghĩ phải chín, tư tưởng phải thông, quyết tâm phải cao, nỗ lực phải lớn | ” |
| — Phát biểu tại phiên họp Chính phủ triển khai công việc sau khi được kiện toàn nhân sự tại Kỳ họp thứ 11 |                                                                              |   |

## Các công trình được công bố
- "Về cán bộ và công tác cán bộ" (đồng tác giả với GS.TS. Nguyễn Xuân Thắng). Nhà xuất bản Chính trị Quốc gia Sự thật, Hà Nội, năm 2018
- "Cơ sở khoa học về ngăn chặn, đẩy lùi suy thoái về tư tưởng chính trị, đạo đức, lối sống, "tự diễn biến", "tự chuyển hóa" trong đội ngũ cán bộ, công chức, viên chức ở Việt Nam". Nhà xuất bản Chính trị Quốc gia Sự thật, Hà Nội, năm 2018 [83]
- "Quan hệ công chúng (PR) trong hoạt động kinh tế, khoa học công nghệ và môi trường". Nhà xuất bản Chính trị Quốc gia, Hà Nội, năm 2010.
- "Kinh tế Việt Nam: Thăng trầm và Đột phá" (đồng tác giả với Vương Quân Hoàng); Nhà xuất bản Chính trị Quốc gia, Hà Nội, 2009.[84]
- "Bối cảnh tài chính Việt Nam 1997 – 1998 và 2007 – 2008: Khoảng cách và biến đối" (đồng tác giả với Vương Quân Hoàng). Nghiên cứu Kinh tế, Vol 48, Issue 7 (2008), 3-24.[85]

## Đời tư và gia đình
Phạm Minh Chính công tác và sinh sống tại thủ đô Hà Nội, vợ chồng ông có hai con, một con gái và một con trai. Vợ ông là bà Lê Thị Bích Trân, bà Trân xuất hiện lần đầu tại tiệc chiêu đãi đoàn ngoại giao nhân dịp tết nguyên đán năm 2023. Em trai ông là Phạm Trí Thức, từng giữ chức Phó Chủ nhiệm Ủy ban Pháp luật của Quốc hội thuộc Ủy ban Thường vụ Quốc hội, Đại biểu Quốc hội Việt Nam khóa XIII, XIV. Ủy viên Ủy ban Pháp luật của Quốc hội khóa XIII, XIV. Em gái ông là Phạm Thị Thanh, Vụ trưởng Vụ Nội chính (Vụ 4), Văn phòng Chính phủ.
Sáng 19 tháng 5 năm 2024, Phạm Minh Chính dự và phát động Đăng ký hiến tặng mô, tạng - Cho đi là còn mãi, tại Bệnh viện Việt Đức, Hà Nội. Chương trình do Bộ Y tế phối hợp các đơn vị thực hiện nhằm kêu gọi người dân tham gia hiến mô, tạng cứu người. Dịp này, ông và gia đình của ông cũng đã đăng ký hiến tặng mô, tạng và được Chủ tịch Hội vận động hiến tặng mô, tạng, bộ phận cơ thể người Việt Nam Nguyễn Thị Kim Tiến cũng trao ông Chính thẻ đăng ký hiến tặng mô, tạng.

## Lịch sử thụ phong quân hàm
| Năm thụ phong | –      | 2007        | 2010        |
| ------------- | ------ | ----------- | ----------- |
| Quân hàm      |        |             |             |
| Cấp bậc       | Đại tá | Thiếu tướng | Trung tướng |

## Khen thưởng
Phạm Minh Chính được trao những giải thưởng, huân huy chương sau:
- Huân chương Lao động hạng Ba;
- Huân chương Quân công hạng Ba;
- Huân chương Lao động hạng Nhì;
- Huân chương Chiến công hạng Hai;
- Huy chương chiến sĩ vẻ vang hạng Nhất;
- Kỷ niệm chương hoạt động Quốc hội;
- Danh hiệu "Giáo sư danh dự" Đại học Thanh Hoa[91]

## Hoạt động Đại biểu Quốc hội
| Đại biểu Quốc hội         | Khóa XIV | Khóa XV |
| ------------------------- | --- | --- |
| Nơi ứng cử, đoàn đại biểu | Đơn vị bầu cử số 1, Quảng Ninh | Đơn vị bầu cử số 1, Cần Thơ |
| Số phiếu                  | 321.908 phiếu | 335.484 phiếu |
| Tỉ lệ                     | 91,06% | 98,74% |
| Nghề nghiệp, chức vụ      | Ủy viên Bộ Chính trị, Bí thư Trung ương Đảng, Trưởng ban Ban Tổ chức Trung ương, Trưởng tiểu ban Bảo vệ chính trị nội bộ Trung ương | Ủy viên Bộ Chính trị; Thủ tướng Chính Phủ; Phó Chủ tịch Hội đồng Quốc phòng An ninh; Trưởng Ban Chỉ đạo Quốc gia phòng chống dịch COVID-19 |